# عبد الله خالد (لاعب كرة قدم مواليد 1998)
عبد الله خالد شيخ لاعب كرة قدم قطري من أصول يمنية . يلعب حالياً في نادي أم صلال.

## مسيرة اللاعب
لعب سابقاً في نادي أم صلال ونادي معيذر.